# 지포니 영화제
지포니 국제 영화제(이탈리아어: Giffoni Experience, 영어: Giffoni International Film Festival)는 이탈리아 지포니발레피아나에서 열리는 세계적으로 유명한 국제 어린이 영화제 중 하나이다. 1971년 처음으로 개최되었다.